# Nuria Párrizas Díaz
Nuria Párrizas Díaz (* 15. Juli 1991 in Granada) ist eine spanische Tennisspielerin.

## Karriere
Párrizas Díaz spielte 2006 in ihrer Heimatstadt ihr erstes Profiturnier auf dem ITF Women’s Circuit und gewann 2013 nach zuvor sechs verlorenen Finalteilnahmen ihren ersten Titel, auf den bis 2017 insgesamt 13 weitere, allesamt der kleinsten Kategorie, folgten. Erst in der Saison 2019 gelang Párrizas Díaz mit zwei Titeln bei ITF-Turnieren der $25.000-Kategorie, sowie zwei weiteren Finalteilnahmen der allmähliche Aufstieg in der Weltrangliste.
Bei den Australian Open 2020 war sie daraufhin erstmals in der Qualifikation zu einem Grand-Slam-Turnier startberechtigt, verlor jedoch ihre zweite Partie. In Lyon gab Párrizas Díaz anschließend ihren Einstand auf der WTA Tour, doch auch dort scheiterte sie bereits in der ersten Runde der Qualifikation. Zurück auf der ITF Tour, konnte sie zum Beginn des Jahres 2021 drei weitere Turniere der $25.000-Kategorie in Folge gewinnen, bevor ihr im Anschluss in Bogotá erstmals der Sprung in das Hauptfeld eines WTA-Turniers gelang und dort als Qualifikantin auf Anhieb der Einzug ins Viertelfinale. Nach dem Gewinn ihres vierten Saisontitels auf der ITF Tour, feierte sie mit dem Sieg beim WTA Challenger in Båstad, wo sie im Finale Wolha Hawarzowa schlug, ihren bis dahin größten Karriereerfolg, dem ein weiterer ITF-Titel der $100.000-Kategorie in Landisville folgte. Im Finale dort setzte sich Párrizas Díaz gegen Greet Minnen durch und rückte damit erstmals unter die besten 100 der Tennisweltrangliste vor. Bei den darauffolgenden US Open konnte sie sich erstmals erfolgreich für die Hauptrunde eines Grand-Slam-Turniers qualifizieren, scheiterte aber in ihrem Auftaktmatch. Párrizas Díaz beendete das Jahr mit dem Gewinn ihres zweiten Challenger-Titels in Columbus, nachdem sie im Finale Wang Xinyu besiegen konnte.
Zum Beginn der Saison 2022 überstand Párrizas Díaz bei den Australian Open durch einen Erfolg über die Lucky Loserin Irina Maria Bara erstmals die Auftaktpartie bei einem Major. Weil ihre nächste Gegnerin verletzungsbedingt nicht zu ihrer Partie antreten konnte, rückte sie in die dritte Runde vor. Im Anschluss an ihre erste WTA-Halbfinalteilnahme in Monterrey, erzielte Párrizas Díaz mit Platz 45 ihre bislang beste Weltranglistenposition.
Im Jahr 2021 spielte Párrizas Díaz erstmals für die spanische Billie-Jean-King-Cup-Mannschaft; ihre Billie-Jean-King-Cup-Bilanz weist bislang 4 Siege bei 2 Niederlagen aus.

## Turniersiege

### Einzel
| Nr. | Datum              | Turnier                    | Kategorie      | Belag             | Finalgegnerin         | Ergebnis        |
| --- | ------------------ | -------------------------- | -------------- | ----------------- | --------------------- | --------------- |
| 1.  | 7. Juli 2013       | Istanbul                   | ITF $10.000    | Hartplatz         | Caroline Romeo        | 6:1, 6:2        |
| 2.  | 13. Oktober 2013   | Marathon                   | ITF $10.000    | Hartplatz         | Jainy Scheepens       | 7:64, 2:6, 6:2  |
| 3.  | 20. April 2014     | Scharm asch-Schaich        | ITF $10.000    | Hartplatz         | Elena-Teodora Cadar   | 6:0, 3:6, 6:3   |
| 4.  | 12. Oktober 2014   | Scharm asch-Schaich        | ITF $10.000    | Hartplatz         | Vojislava Lukić       | 6:4, 6:3        |
| 5.  | 19. Oktober 2014   | Scharm asch-Schaich        | ITF $10.000    | Hartplatz         | Marianna Zakaryluk    | 6:2, 6:4        |
| 6.  | 3. Mai 2015        | Scharm asch-Schaich        | ITF $10.000    | Hartplatz         | Anastasia Grymalska   | 6:2, 6:4        |
| 7.  | 28. Juni 2015      | Scharm asch-Schaich        | ITF $10.000    | Hartplatz         | Sandra Samir          | 6:1, 6:3        |
| 8.  | 18. September 2016 | Madrid                     | ITF $10.000    | Hartplatz         | Sandra Samir          | 7:65, 6:3       |
| 9.  | 25. September 2016 | Madrid                     | ITF $10.000    | Hartplatz         | Cristina Bucșa        | 6:4, 3:6, 7:5   |
| 10. | 2. April 2017      | Óbidos                     | ITF $15.000    | Teppich           | Eden Silva            | 6:4, 6:3        |
| 11. | 10. September 2017 | Kairo                      | ITF $15.000    | Sand              | Wiktorija Kan         | 6:4, 6:1        |
| 12. | 25. September 2017 | Madrid                     | ITF $15.000    | Hartplatz         | Rebeka Masarova       | 6:4, 4:6, 6:2   |
| 13. | 8. Oktober 2017    | Lissabon                   | ITF $15.000    | Hartplatz         | Romy Kölzer           | 2:6, 7:5, 7:5   |
| 14. | 5. November 2017   | Scharm asch-Schaich        | ITF $15.000    | Hartplatz         | Sandra Samir          | 7:5, 3:6, 7:63  |
| 15. | 18. August 2019    | Las Palmas de Gran Canaria | ITF W25        | Sand              | Cagla Buyukakcay      | 7:5, 3:6, 7:63  |
| 16. | 21. September 2019 | Roehampton                 | ITF W25        | Hartplatz         | Anna-Lena Friedsam    | 6:2, 5:7, 7:5   |
| 17. | 27. Dezember 2020  | Monastir                   | ITF W15        | Hartplatz         | Aubane Droguet        | 6:3, 6:0        |
| 18. | 14. Februar 2021   | Potchefstroom              | ITF W25        | Hartplatz         | Anna Bondár           | 6:1, 4:6, 6:2   |
| 19. | 21. Februar 2021   | Potchefstroom              | ITF W25        | Hartplatz         | Carol Zhao            | 6:3, 6:0        |
| 20. | 7. März 2021       | Manacor                    | ITF W25        | Hartplatz         | Marina Bassols Ribera | 6:2, 6:1        |
| 21. | 6. Juni 2021       | Grado                      | ITF W25        | Sand              | Nuria Brancaccio      | 6:3, 5:7, 6:2   |
| 22. | 10. Juli 2021      | Båstad                     | WTA Challenger | Sand              | Wolha Hawarzowa       | 6:2, 6:2        |
| 23. | 15. August 2021    | Landisville                | ITF W100       | Hartplatz         | Greet Minnen          | 7:66, 4:6, 7:67 |
| 24. | 26. September 2021 | Columbus                   | WTA Challenger | Hartplatz (Halle) | Wang Xinyu            | 7:62, 6:3       |
| 25. | 6. Januar 2024     | Canberra                   | WTA Challenger | Hartplatz         | Harriet Dart          | 6:4, 6:3        |
| 26. | 4. August 2024     | Gran Canaria               | ITF W100       | Sand              | Andrea Lázaro García  | 6:4, 6:3        |
| 27. | 18. August 2024    | Cary                       | ITF W100       | Hartplatz         | Renata Zarazúa        | 6:3, 3:6, 7:62  |
| 28. | 15. Juni 2025      | Valencia                   | WTA Challenger | Sand              | Louisa Chirico        | 7:5, 7:69       |

### Doppel
| Nr. | Datum             | Turnier    | Kategorie   | Belag     | Partnerin          | Finalgegnerinnen                         | Ergebnis |
| --- | ----------------- | ---------- | ----------- | --------- | ------------------ | ---------------------------------------- | -------- |
| 1.  | 9. Juni 2012      | Amarante   | ITF $10.000 | Hartplatz | Ivette López       | Olga Brózda Natalia Kołat                | kampflos |
| 2.  | 15. November 2013 | Sant Jordi | ITF $10.000 | Hartplatz | Barbara Luz        | Sowjanya Bavisetti Lucía Cervera Vázquez | 7:5, 6:4 |
| 3.  | 28. April 2018    | Kairo      | ITF $15.000 | Sand      | Dominique Karregat | Madeleine Kobelt Shelby Talcott          | 6:2, 6:4 |

## Abschneiden bei Grand-Slam-Turnieren

### Einzel
| Turnier         | 2020 | 2021 | 2022 | 2023 | 2024 | 2025 | Karriere |
| --------------- | ---- | ---- | ---- | ---- | ---- | ---- | -------- |
| Australian Open | Q2   | Q1   | 3    | 3    | Q1   | 1    | 3        |
| French Open     | Q1   | Q3   | 1    | 1    | Q1   | Q1   | 1        |
| Wimbledon       |      | Q3   | 1    | 1    | Q3   | Q2   | 1        |
| US Open         | —    | 1    | 1    | Q2   | Q2   |      | 1        |

Zeichenerklärung: S = Turniersieg; F, HF, VF, AF = Einzug ins Finale / Halbfinale / Viertelfinale / Achtelfinale; 1, 2, 3 = Ausscheiden in der 1. / 2. / 3. Hauptrunde; Q1, Q2, Q3 = Ausscheiden in der 1. / 2. / 3. Qualifikationsrunde; nicht ausgetragen

## Weltranglistenpositionen am Saisonende
| Jahr   | 2007 | 2008 | 2009 | 2010 | 2011 | 2012 | 2013 | 2014 | 2015 | 2016 | 2017 | 2018 | 2019 | 2020 | 2021 | 2022 | 2023 | 2024 |
| ------ | ---- | ---- | ---- | ---- | ---- | ---- | ---- | ---- | ---- | ---- | ---- | ---- | ---- | ---- | ---- | ---- | ---- | ---- |
| Einzel | 1030 | 784  | 765  | 933  | 596  | 525  | 365  | 316  | 510  | 716  | 446  | 337  | 216  | 232  | 65   | 72   | 123  | 91   |
| Doppel | 953  | —    | 661  | 869  | 1094 | 773  | 932  | 864  | —    | —    | 1074 | 498  | 445  | 407  | 363  | 335  | 852  | 1135 |